# Cerkiew Zbawiciela w Irkucku
Cerkiew Obrazu Zbawiciela Nie Ludzką Ręką Uczynionego (ros. Церковь Нерукотворного Образа Спаса) lub w skrócie Cerkiew Zbawiciela (ros. Спасская церковь) – prawosławna cerkiew w Irkucku, eparchii irkuckiej Rosyjskiego Kościoła Prawosławnego. Świątynia leży na północ od placu Kirowa, na ul. Suche Batora 2, w najstarszej, zabytkowej części miasta, u zlewu rzeki Irkut do Angary. Jest najstarszym budynkiem w mieście i najstarszym budynkiem zabytkowym w Syberii Wschodniej.

## Historia

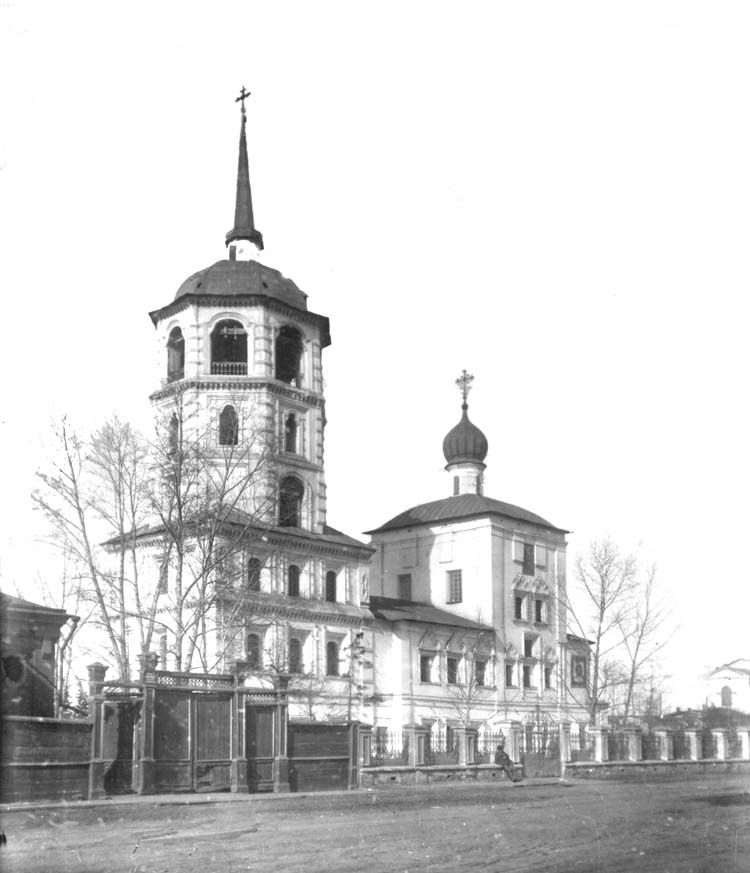
Cerkiew na przełomie lat 20. i 30. XX w.

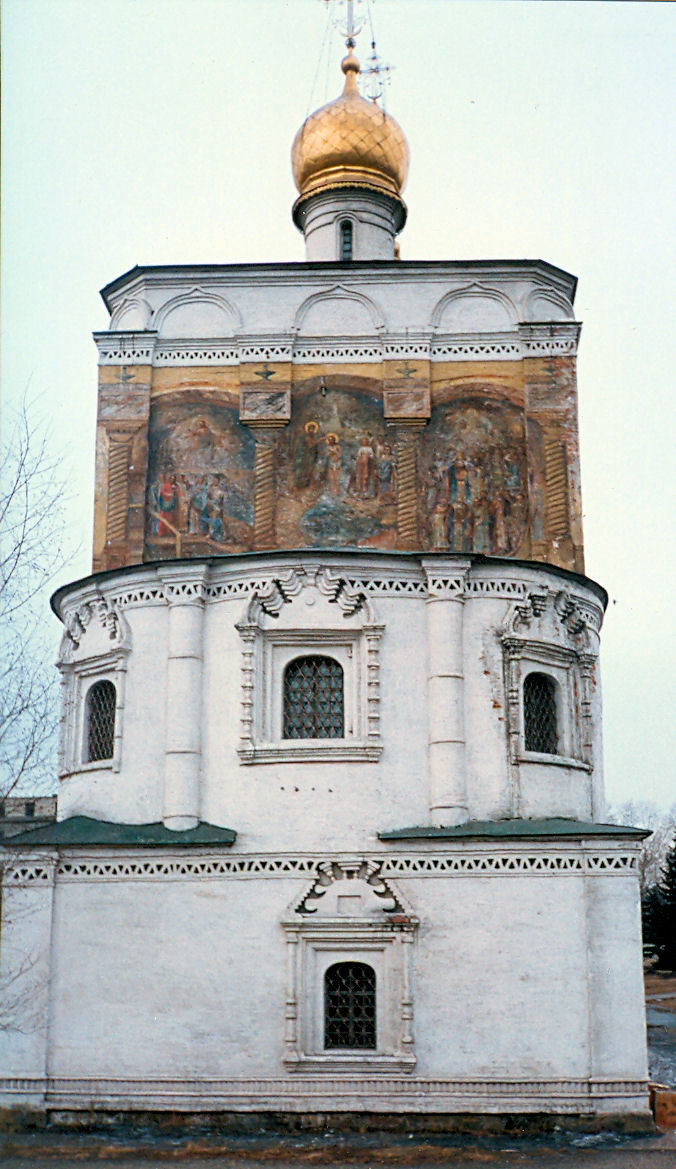
Wschodnia elewacja z freskami

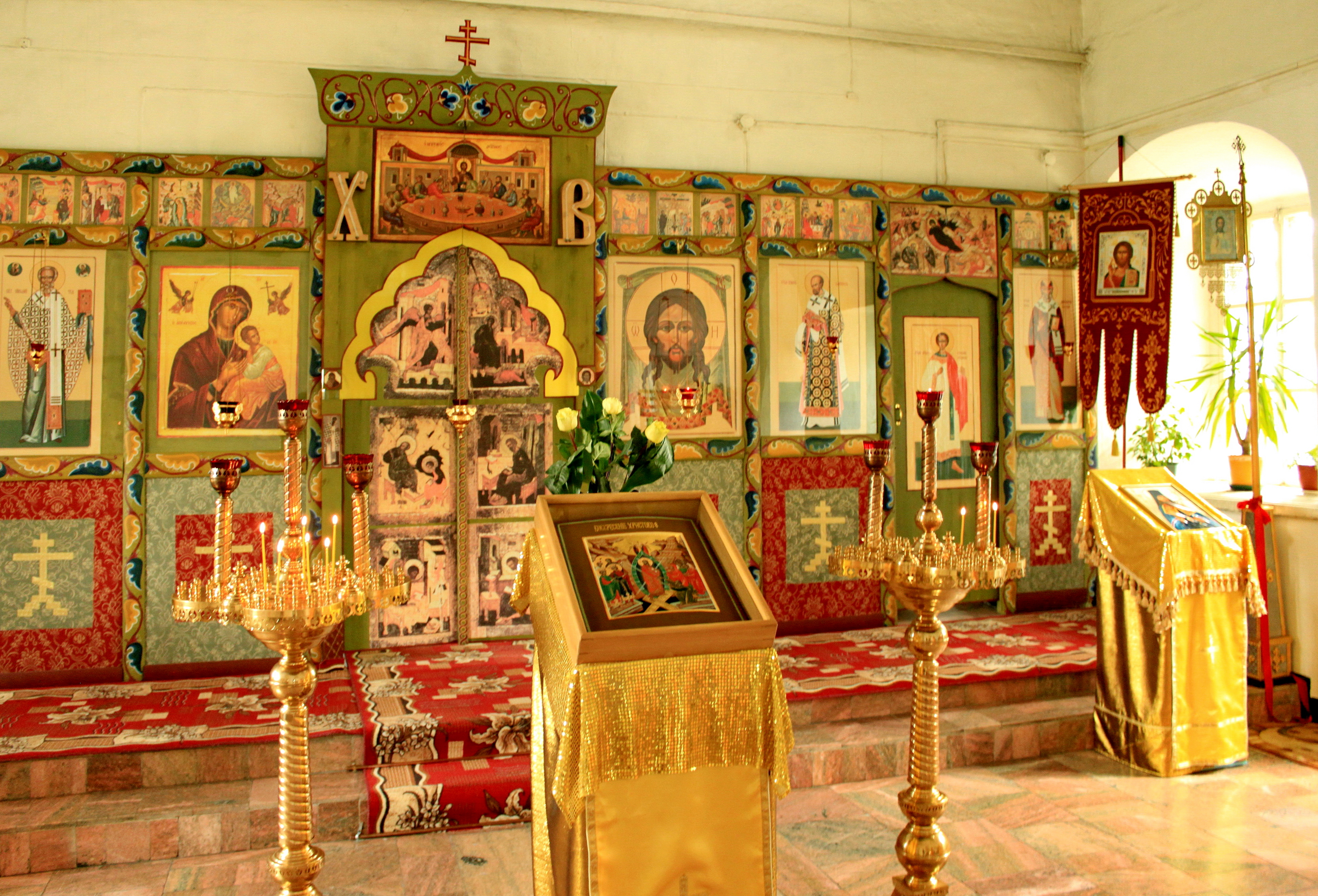
Wnętrze cerkwi

Pierwsza drewniana cerkiew Zbawiciela powstała na miejscu obecnej murowanej świątyni w 1672 r. Była to wówczas inicjatywa Kozaków dowodzonych przez Iwana Maksimowa, którzy zakładali Ostróg (drewnianą fortecę) – kolebkę przyszłego miasta. Cerkiew, stojąca w centralnej części fortu, posiadała drewnianą wieżę z zegarem i dzwonem bijącym co godzinę. Drewnianą świątynię strawił pożar 3 sierpnia 1706.
W tym samym roku, przy południowej części fortu, staraniem wojewody A.S. Sinjawina, położono kamień węgielny pod budowę nowej, murowanej cerkwi, który poświęcił metropolita tobolski i syberyjski Filoteusz. Architektem świątyni był Mojżesz Iwanowicz Dolgich z Moskwy, który pracował wcześniej w Tobolsku, wznosząc m.in. cerkwie. Główny budynek został wybudowany w 1710, a dzwonnica i iglica pojawiły się później – w 1758. Najstarsza część świątyni ma kształt czworokątny.
Świątynia zawiera w sobie tradycje starych rosyjskich cerkwi podmiejskich, z dwukondygnacyjnym refektarzem z zachodu i okrągłą absydą od wschodu. W 1710 w tzw. zimnej kaplicy na pierwszym piętrze, poświęcono ołtarz Obrazu Zbawiciela Nie Ludzką Ręką Uczynionego, zaś w 1713 na parterze w tzw. ciepłej kaplicy – ołtarz św. Mikołaja Cudotwórcy. Tutaj także, na parterze, tak jak w niemal wszystkich starych rosyjskich cerkwiach, przechowywano pieniądze oraz inne cenne dla fortu przedmioty, m.in. ziarno.
W 1758 do refektarza dodano dzwonnicę z zegarem, której mechanizm działał do początku XX wieku. W 1769 na drugiej kondygnacji dzwonnicy została umieszczona kaplica św. Dymitra Rostowskiego. W latach 70. XVIII w., gdy populacja Irkucka zaczęła szybko rosnąć, postanowiono poszerzyć cerkiew. W tym celu jesienią 1777, po północnej stronie położono kamień węgielny pod budowę ołtarza Wprowadzenia Matki Bożej do Świątyni (poświęcenie 21.11.1778) oraz, na piętrze, ołtarza Abałackiej Ikony Matki Bożej (poświęcenie 14.07.1784). W związku z zamknięciem bocznej kaplicy św. Dymitra Rostowskiego pod dzwonnicą, na górnym poziomie podłogi na zewnątrz murów cerkwi (z wyjątkiem wschodniej ściany) powstała drewniana galeria z drewnianym gankiem. Podczas remontu obiektu w 1861 została ona zburzona. Jednocześnie położono nisze na północnej ścianie budowli, używanej wcześniej jako schody do chóru kaplicy św. Dymitra Rostowskiego, zaś wschodnia ściana (apsyda) została otoczona żelaznymi obręczami. Jak się okazało, te zmiany uratowały świątynię od zniszczenia podczas silnego trzęsienia ziemi z lat 1861–1862.
W 1866, w związku z wyborem lokalizacji dla nowego soboru katedralnego, abp Parteniusz zaproponował radzie miejskiej Irkucka, by zburzyć cerkiew Zbawiciela, a na jej miejscu postawić nową świątynię – sobór katedralny. Plany te nie zostały zrealizowane i świątynia przetrwała. Budynek nie poniósł strat także w 1879 podczas największego w historii pożaru miasta, który strawił 3/4 Irkucka. Ogień rozprzestrzenił się na belkach dachu w północnej części kaplicy, ale szybko został ugaszony, dzięki czemu świątynia przetrwała pożar prawie w nienaruszonym stanie. W 1880 wokół cerkwi zbudowano ogrodzenie, które ufundował I. Z. Trapieznikow.
Po ustanowieniu władzy radzieckiej w Rosji, cerkwi Zbawiciela groziło zniszczenie. Choć władze radzieckie poleciły zniszczyć leżące niedaleko świątyni inne pomniki architektury, takie jak Bramę Amurską, Bramę Moskiewską czy katedralny sobór Kazańskiej Ikony Matki Bożej, to dzięki oporowi mieszkańców Irkucka, jak i uznaniu w 1932 świątyni za obiekt o znaczeniu historycznym, tą najstarszą cerkiew w mieście udało się zachować przed zniszczeniem. Przestała jednak pełnić funkcje religijne. Najpierw umieszczono tu sklep i zakład produkujący buty, później dodatkowo lokowano tu różnego rodzaju warsztaty i magazyny, a w latach 50. mieszkania komunalne i siedziby różnych organizacji. 30 sierpnia 1960 władze państwowe uznały budynek za obiekt zabytkowy, a w związku z tym w 1965 rozpoczęto przygotowania do jego gruntownej rekonstrukcji. Głównym architektem projektu renowacji została Galina G. Oranskaja, która pracowała wcześniej w archiwach Irkucka, Tobolska, Jenisejska, Moskwy, Leningradu i w innych miastach. W 1968 rozpoczęły się prace rekonstrukcyjne, podczas których północną kaplicę boczną rozebrano, okna na pierwszym piętrze zostały przycięte, a zewnętrzne polichromie wschodniej i południowej elewacji zostały odbudowane. Prace zakończono w 1980, a dwa lata później obiekt został otwarty dla zwiedzających jako oddział Muzeum Krajoznawczego Obwodu Irkuckiego.
W 2006 obchodzono w Irkucku 300-lecie Cerkwi Zbawiciela, wówczas także obiekt przekazano eparchii irkuckiej i angarskiej i poddany został pracom rekonstrukcyjnym. Jesienią 2010, w związku z jubileuszem miasta, w cerkwi rozpoczęto kolejne prace rekonstrukcyjne. Zakończono je w 2011, a cerkiew została oddana do użytku, przed wejściem zaś ustawiono pomnik Piotra i Fiewronii – świętych prawosławnych, patronów rodziny.

## Opis

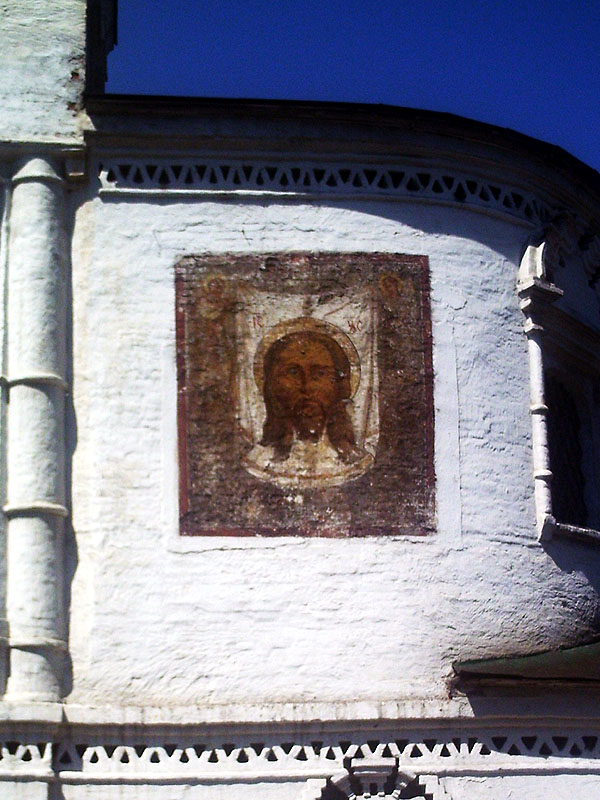
Polichromia na południowej elewacji z wizerunkiem twarzy Zbawiciela

Cerkiew Zbawiciela jest jedyną na Syberii, w której ścianach znajdują się polichromie, utworzone na początku XIX w. Ich wyjątkowość polega na tym, że znajdują się nie tylko wewnątrz, ale również na zewnątrz świątyni. W latach 70. XX w. malowidła zewnętrzne zostały odrestaurowane, wewnętrzne jednak zostały utracone – nie poddawały się pracom rekonstrukcyjnym. Na wschodniej elewacji znajduje się monumentalny zespół polichromii, składający się z 3 scen, które zostały zainspirowane bezpośrednio historią Irkucka. Po lewej fresk „Procesja na wodzie” z obrzędem chrztu, najprawdopodobniej miejscowej ludności, czyli Buriatów, centralny fresk przedstawiający chrzest Chrystusa w Jordanie i fresk po prawej – grupy osób uczestniczących w ceremonii kanonizacyjnej. Istnieje przypuszczenie, że postać w koronie na głowie przedstawia pierwszego biskupa irkuckiego – św. Innocentego Irkuckiego. Na południowej elewacji cerkwi znajdują się 3 małe polichromie – obrazy świętych, którym była poświęcona cerkiew i jej kaplice: u góry, pod okapem przedstawiający św. Mikołaja Cudotwórcę, a poniżej – św. Mitrofana z Woroneża. Na ścianie absydy zaś ikona patronalna.